# A Virgem e Criança
A Virgem e criança  é uma pintura do início da carreira da pintora barroca Artemisia Gentileschi. Foi pintado em torno de 1613, quando Artemisia tinha cerca de 20 anos de idade. Atualmente, está na Galleria Spada, em Roma.